# バンドゥリア
バンドゥリア（Bandurria）はスペインの撥弦楽器の一種で、スペインの楽器、ラウド（英語圏では「リュート」、Laúd)と同じ種類に属する。歴史的には、Valentín Hernándezが「バンドゥリアの父」と言われ、その起源はギリシャの古楽器、パンドラ （pandura, Πανδούρα、語源的にギリシャ神話に関連すると推測される）と考えられている。パンドラは、紀元前6世紀ごろから使用された全音・半音を演奏することのできる弦楽器として演奏され、古代ギリシャのミケーネ文明期には存在しており、ラウド、バンドゥリアといった現代においても演奏される楽器にまで発展した。後世において、ソプラノ・バンドゥリア、コントラルト・バンドゥリア、テノール・バンドゥリア、バス・バンドゥリアとコントラバス・バンドゥリアが登場したが、現在はソプラノ、コントラルト、テノールが主に楽器として使用されている。テノール・バンドゥリアはバロック音楽を想起させる音色がラウドと似ていることから、ラウドと混同されることも多いが、実際にはラウドとテノール・バンドゥリアはまったく別の楽器である。2つの楽器は形も似ているといわれるが、テノール・バンドゥリアの方が首が短く本体の部分が丸みをおびた形をしている。形状もギターのように底部は平坦で、特にバロック時代に使われたラウドとは異なる。

## 特徴
鼈甲で弦をはじいて音を出す形式で演奏されていたが、現在は主にプラスチック製のピックが用いられている。
音の響き方に応じて、奏者の好みのピックを用いるのが一般的であるが、現在、もっとも使用されているのは涙型に近い三角形のものである。
弦は12本あり、鉄製の2本の弦の2組と、糸を用いて作られた2本の弦の4組で構成されている。後者は芯として鉄線やナイロン（一般的にギターに用いられる）が使用される。 
一般的に、調弦は６つすべて弦のセット、A-E-F#-C#-G#の音において行う。 
合唱や大衆音楽において演奏されることが多く、スペインの大学におけるトゥナや弦楽楽団においてはおなじみとなっている楽器である。 
バンドゥリアは大衆向けの音楽で演奏される楽器と考えられる一方で、近年においては、ムルシア高等音楽学校等、音楽を専門としたスペインの高等教育機関においてバンドゥリアの演奏方法の指導も行われている。 

## 歴史
バンドゥリアが具体的に楽器として存在したという歴史的な記録は、5世紀ごろの遺跡で確認することができる。上述のように、ミケーネ文明期に使用されていたパンドラから派生し、青銅器時代を通じて演奏されていたとされる。また、バビロニア文明期にはエジプトにも普及した。
古代ローマ人がこの楽器を多く取り入れたことにより南欧に普及し、アラブ文化、ベルベル人の文化との接触を経て現代の形に発展していったと考えられる。 

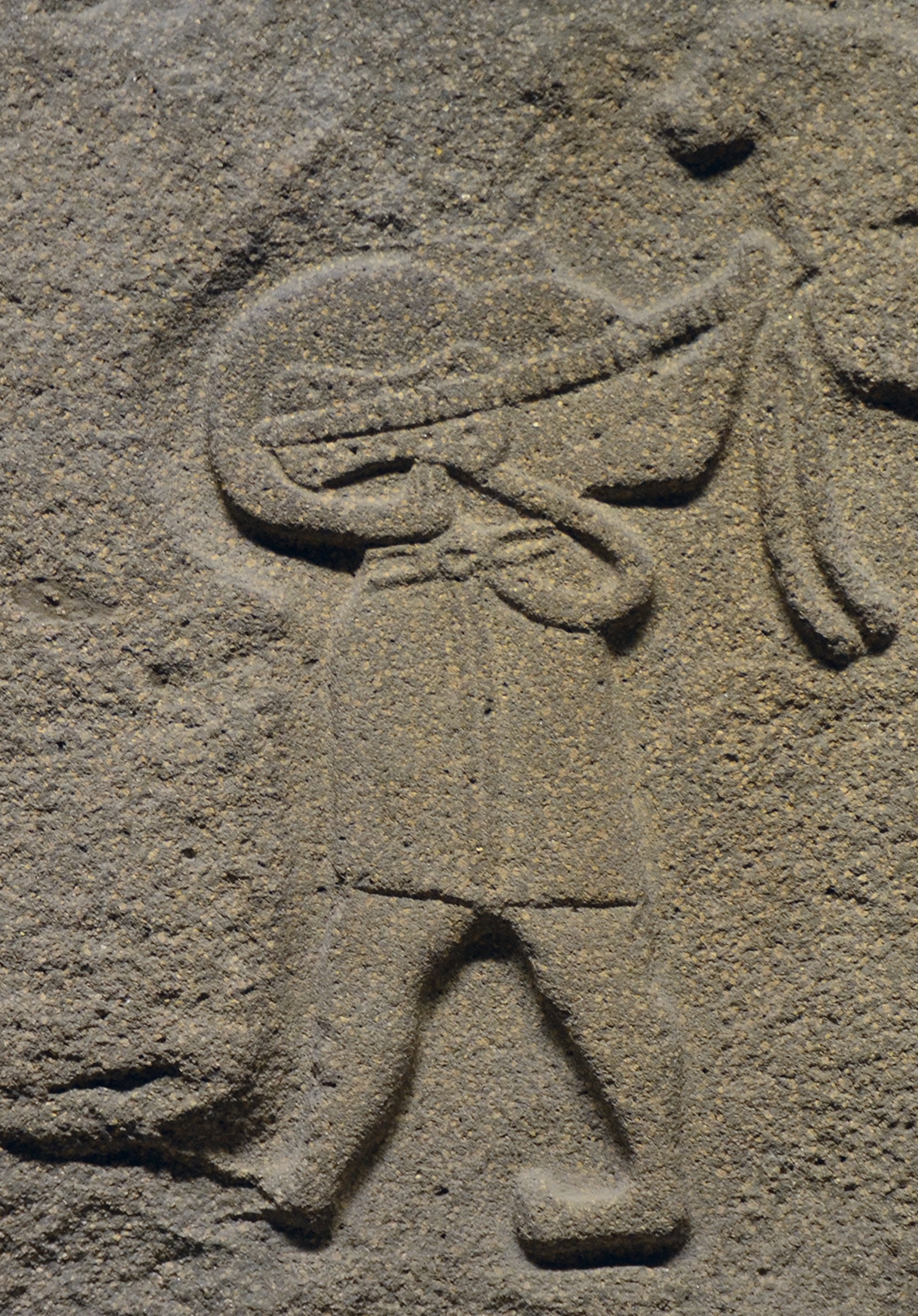
古代ギリシャのパンドラ

さらに、大航海時代にはカリブ地域にまで普及しペルー、チリといった南米の国々でも使用されるようになった。中南米の国々ではキューバン・ラウドやバンドラといった楽器に形を変えて発展をつづけた。また、バンドゥリアは、スペイン文化の一部としてフィリピン諸島の文化にも影響を与えた。
楽器の形としては、最初は3本の弦しかなかったが、それが18世紀には2本の弦の5セットという形に発展をした。その形に低音部の2本の弦の1セットを加えたのが現在のように2本の弦の6セットという形になった。さらに19世紀を通じて改良がくわえられ現在の形となった。

## バンドゥリアの演奏教育課程が設置されている機関
- Conservatorio Profesional de Música de La Rioja
- Conservatorio Profesional de Música de Murcia.
- Conservatorio Profesional de Música de Campo de Criptana - Alcázar de San Juan.
- Conservatorio Profesional de Música "Arturo Soria" de Madrid.
- Conservatorio Profesional de Música de Zaragoza.
- Conservatorio Profesional de Música "Guitarrista José Tomás" de Alicante.
- Conservatorio Profesional de Música "García Matos" de Plasencia.
- Conservatorio Profesional de Música "Pablo Sorozábal" de Puertollano.
- Conservatorio Superior de Música de Murcia.
- Conservatorio Superior de Música de Aragón